# Mattia Bottani
Mattia Bottani (Lugano, 1991. május 24. –) svájci válogatott labdarúgó, a Lugano középpályása.

## Pályafutása

### Klubcsapatokban
Bottani a svájci Lugano városában született. 
2009-ben mutatkozott be a helyi Lugano másodosztályban szereplő felnőtt csapatában. 2011 júliusában átigazolt az olasz Genoa csapatához, ahol egy mérkőzésen sem lépett pályára. Húsz nappal később kölcsönben visszatért a Luganohoz, majd a szezon végén visszaigazolt a svájci klubhoz. 
2015-ben feljutottak az első osztályba. Először a 2015. július 19-ei, St. Gallen elleni mérkőzésen lépett pályára. Egy fordulóval később megszerezte első Super League gólját is a Thun ellen 3–2-re megnyert találkozón szerezte. 2016. május 11-én, a Zürich ellen 4–0-ra megnyert mérkőzésen kétszer is betalált a hálóba. A 2016–2017-es szezonban a másodosztályú Wil csapatát erősítette, majd még a következő szezon kezdete előtt visszatért a Lugano csapatához, ahol azóta is szerepel.

### A válogatottban
Bottani 2009-ben két mérkőzés erejéig tagja volt a svájci U18-as válogatottnak.
2022-ben debütált a felnőtt válogatottban. Először a 2022. június 5-ei, Portugália ellen 4–0-ra elvesztett mérkőzés 69. percében, Renato Steffent váltva lépett pályára.

## Statisztikák
2022. szeptember 11. szerint
| Klub                | Szezon   | Osztály          | Bajnokság | Bajnokság | Kupa  | Kupa | Nemzetközi | Nemzetközi | Összesen | Összesen |
| Klub                | Szezon   | Osztály          | Meccs     | Gól       | Meccs | Gól  | Meccs      | Gól        | Meccs    | Gól      |
| ------------------- | -------- | ---------------- | --------- | --------- | ----- | ---- | ---------- | ---------- | -------- | -------- |
| Lugano (kölcsönben) | 2011–12  | Challenge League | 15        | 2         | 0     | 0    | —          | —          | 15       | 2        |
| Lugano              | 2012–13  | Challenge League | 15        | 4         | 0     | 0    | —          | —          | 15       | 4        |
| Lugano              | 2013–14  | Challenge League | 16        | 4         | 0     | 0    | —          | —          | 16       | 4        |
| Lugano              | 2014–15  | Challenge League | 26        | 1         | 0     | 0    | —          | —          | 26       | 1        |
| Lugano              | 2015–16  | Super League     | 29        | 8         | 3     | 1    | —          | —          | 32       | 9        |
| Lugano              | 2016–17  | Super League     | 1         | 0         | 0     | 0    | —          | —          | 1        | 0        |
| Lugano              | Összesen | Összesen         | 102       | 19        | 3     | 1    | 0          | 0          | 105      | 20       |
| Wil                 | 2016–17  | Challenge League | 25        | 3         | 0     | 0    | —          | —          | 25       | 3        |
| Lugano              | 2017–18  | Super League     | 18        | 1         | 1     | 0    | 6          | 2          | 25       | 3        |
| Lugano              | 2018–19  | Super League     | 30        | 4         | 2     | 0    | —          | —          | 32       | 4        |
| Lugano              | 2019–20  | Super League     | 18        | 2         | 1     | 0    | 4          | 0          | 23       | 2        |
| Lugano              | 2020–21  | Super League     | 30        | 6         | 1     | 0    | —          | —          | 31       | 6        |
| Lugano              | 2021–22  | Super League     | 30        | 5         | 5     | 4    | —          | —          | 35       | 9        |
| Lugano              | 2022–23  | Super League     | 13        | 1         | 1     | 1    | 1          | 0          | 15       | 2        |
| Lugano              | Összesen | Összesen         | 139       | 19        | 11    | 5    | 11         | 2          | 161      | 26       |
| Összesen            | Összesen | Összesen         | 266       | 41        | 14    | 6    | 11         | 2          | 291      | 49       |

## Sikerei, díjai
Lugano
- Challenge League
  - Feljutó (1): 2014–15

- Svájci Kupa
  - Győztes (1): 2021–22
  - Döntős (2): 2015–16, 2022–23

## Fordítás
- Ez a szócikk részben vagy egészben  a   Mattia Bottani című angol Wikipédia-szócikk fordításán alapul.  Az eredeti cikk szerkesztőit annak laptörténete sorolja fel. Ez a jelzés csupán a megfogalmazás eredetét és a szerzői jogokat jelzi, nem szolgál a cikkben szereplő információk forrásmegjelöléseként.